# Zach Kibirige
Pas d'image ? Cliquez ici

a Compétitions nationales et continentales officielles uniquement.

b Matchs officiels uniquement.
Dernière mise à jour le 15 mars 2024.
Zach Kibirige, né le 28 octobre 1994 à Middlesbrough (Angleterre), est un joueur anglais de rugby à XV. Il évolue au poste d'ailier au Biarritz olympique en Pro D2.

## Biographie

### Carrière en club et franchise
Zach Kibirige débute le rugby au Darlington RFC (en) avant de rejoindre les Newcastle Falcons à l'âge de 12 ans, jouant en parallèle pour l'équipe de la Yarm School (en),. Il fait ses débuts en équipe première des Falcons à 17 ans et signe en 2012 son premier contrat professionnel. À la fin de sa première saison, il remporte le RFU Championship avec Newcastle et connaît donc la remontée en Premiership de son club. 
Après la relégation de Newcastle en 2019, il rejoint les Wasps. À l'issue de sa première saison au club, 2019-2020, il est retenu dans l'équipe type de Premiership. Cependant, à la suite du placement en redressement judiciaire et donc de la liquidation des Wasps le 17 octobre 2022, Zach Kibirige et tous les membres du club sont donc licenciés. Il se retrouve donc sans club.
Il signe alors pour la Western Force à partir de la saison 2023 de Super Rugby. Il réalise une bonne saison sur le plan individuel, marquant un total de huit essais en onze rencontres.
À partir de la saison 2023-2024, il s'engage pour deux saisons au Biarritz olympique en Pro D2. Pour sa première rencontre, il signe un doublé et contribue à la victoire 35-18 des siens contre Colomiers rugby.
En septembre 2024, il prolonge son contrat jusqu'en 2027.

### Carrière internationale
Il a été sélectionné dans les équipes d'Angleterre moins de 17, 18 et 20 ans, et a été retenu par l'équipe d'Angleterre à sept pour le tournoi de Lyon en 2015.

## Palmarès

### En club
- Newcastle Falcons
  - Vainqueur du Championnat d'Angleterre de 2e division en 2013
- Wasps
  - Finaliste du Championnat d'Angleterre en 2020

### Distinctions personnelles
- Membre de l'équipe type du Championnat d'Angleterre en 2020